# Parramatta Power
El Parramatta Power fue un equipo de fútbol de Australia que jugó en la National Soccer League, la desaparecida primera división nacional.

## Historia
Fue fundado en el año 1999 en la ciudad de Parramatta como uno de los equipos de expansión de la liga para la temporada de 1999/2000 y era propiedad del Parramatta Eels, equipo de rugby league, por lo que usaba los mismos colores.
Luego de tener malos resultados en sus primeras tres temporadas logran llegar a la ronda final por primera vez en la temporada 2002/23 donde termina en cuarto lugar. En la siguiente temporada llega a la final de liga, la cual pierde ante el Perth Glory por 0-1 en tiempo extra.
El club desaparece en 2004 luego de que la liga desaparece y por la poca asistencia a los partidos de local.

## Uniforme
| Temporada | Proveedor | Sponsor Principal  | Sponsor Secundario |
| 1999–2000 | ASICS     | Power Credit Union | No tenía           |
| 2000–01   | ASICS     | Power Credit Union | Power Ford         |
| 2001–02   | Mitre     | Power Credit Union | None               |
| 2002–03   | Mitre     | Power Credit Union | Volkswagen         |
| 2003–04   | Champion  | Gregory Jewellers  | Volkswagen         |

## Temporadas
| Temporada | Posición   | Jugados | Ganados | Empatados | Perdidos | Goles | Puntos | Finales   |
| 1999-00   | 11.º de 16 | 34      | 14      | 5         | 15       | 52–47 | 47     | DNQ       |
| 2000–01   | 9.º de 15  | 30      | 13      | 3         | 14       | 42–44 | 42     | DNQ       |
| 2001–02   | 7.º de 13  | 24      | 10      | 4         | 10       | 34–30 | 34     | DNQ       |
| 2002–03   | 3.º de 13  | 24      | 12      | 4         | 8        | 51–27 | 40     | 4.º lugar |
| 2003–04   | 2.º de 13  | 24      | 16      | 3         | 5        | 58–30 | 51     | Finalista |

## Récord ante Rivales
| Club                                   | J   | G  | E  | P  | GF  | GA  |
| -------------------------------------- | --- | -- | -- | -- | --- | --- |
| Adelaide Force/Adelaide City Force     | 10  | 3  | 5  | 2  | 11  | 12  |
| Adelaide United                        | 2   | 1  | 0  | 1  | 3   | 2   |
| Brisbane Strikers                      | 10  | 3  | 1  | 6  | 15  | 23  |
| Canberra Cosmos                        | 4   | 1  | 0  | 3  | 5   | 7   |
| Carlton*                               | 4   | 4  | 0  | 0  | 11  | 1   |
| Football Kingz                         | 10  | 5  | 1  | 4  | 27  | 16  |
| Gippsland Falcons/Eastern Pride        | 6   | 3  | 2  | 1  | 11  | 4   |
| Marconi-Fairfield                      | 10  | 5  | 2  | 3  | 18  | 11  |
| Melbourne Knights                      | 10  | 6  | 1  | 3  | 22  | 11  |
| Newcastle Breakers                     | 2   | 1  | 0  | 1  | 1   | 1   |
| Newcastle United                       | 10  | 5  | 3  | 2  | 16  | 12  |
| Northern Spirit                        | 12  | 6  | 2  | 4  | 21  | 13  |
| Perth Glory                            | 15  | 7  | 0  | 8  | 30  | 28  |
| South Melbourne                        | 10  | 3  | 2  | 5  | 10  | 14  |
| Sydney Olympic/Olympic Sharks          | 12  | 6  | 2  | 4  | 22  | 15  |
| Sydney United/Sydney United Pumas      | 12  | 9  | 1  | 2  | 26  | 8   |
| Wollongong City/Wollongong City Wolves | 10  | 3  | 1  | 6  | 14  | 21  |
| Total                                  | 149 | 71 | 23 | 55 | 263 | 199 |

- El Carlton SC desapareció durante la temporada 2000–01, 2 partidos fueron acreditados como victoria por 3–0 para el Parramatta.